# Capteur rétro-éclairé
Ne doit pas être confondu avec Rétroéclairage.
Pour les articles homonymes, voir BSI.

Comparaison schématique d'un pixel rétroéclairé (back-side) et d'un pixel éclairé par l'avant (front-side) vus en coupe.

Un capteur rétroéclairé, également connu sous le nom de capteur à éclairage arrière (en anglais back-illuminated sensor ou BI, ou backside illumination ou BSI), est un type de capteur d'image numérique qui utilise une nouvelle disposition des éléments d’imagerie pour augmenter la quantité de lumière capturée et ainsi améliorer les performances en basse lumière.
La technique a été utilisée pendant un certain temps dans des usages spécialisés tels que les caméras de surveillance à faible luminosité et les capteurs d’astronomie, mais était complexe à construire et nécessitait un perfectionnement supplémentaire pour être largement utilisée. Sony a été le premier à réduire suffisamment ces problèmes et leurs coûts pour introduire un capteur CMOS BI grand public de 5 mégapixels de 1,75 μm en 2009,. Les capteurs BI d'OmniVision Technologies (en) ont depuis été utilisés dans l’électronique grand public d’autres fabricants, comme dans le smartphone Android HTC Evo 4G (en), et comme argument de vente majeur pour l'appareil photo de l'iPhone 4 d'Apple,.

## Description
Un appareil photo numérique traditionnel équipé d'un capteur éclairé par l'avant est construit de la même manière que l’œil humain, avec un objectif à l'avant et des photodétecteurs à l'arrière. Cette orientation traditionnelle du capteur place la matrice active du capteur d'image de l’appareil photo numérique, une matrice de pixels individuels, sur sa surface avant et simplifie la fabrication. La matrice et son câblage, cependant, bloquent une partie de la lumière, et donc la couche de photocathodes ne peut recevoir que le reste de la lumière entrante ; les blocages réduisent le signal disponible pour être capturé.
Un capteur rétroéclairé contient les mêmes éléments, mais positionne le câblage derrière la couche de photocathodes en retournant la plaquette de silicium pendant la fabrication, puis en amincissant son envers afin que la lumière puisse frapper la couche de photocathodes sans traverser la couche de câblage. Ce changement augmente la probabilité qu'un photon incident soit capturé, passant d'environ 60 % à plus de 90 % (c’est-à-dire un demi-stop plus rapide), la plus grande différence étant obtenue lorsque la taille des pixels est petite, car la zone de capture de la lumière gagnée en déplaçant le câblage de la surface supérieure (lumière incidente) vers la surface inférieure (paraphrasant la conception BSI) est proportionnellement plus grande pour un pixel plus petit. Les capteurs CMOS BSI sont les plus avantageux en cas de soleil partiel et dans d'autres conditions de faible luminosité. Placer le câblage derrière les capteurs de lumière est similaire à la différence entre un œil de céphalopode et un œil de vertébré. Le positionnement des transistors à matrice active derrière la couche de photocathodes peut entraîner de nombreux problèmes, tels que la diaphonie, qui provoque un bruit numérique, un courant d'obscurité et un mélange de couleurs entre les pixels adjacents. L'amincissement rend également la plaquette de silicium plus fragile. Ces problèmes pourraient être résolus par l'amélioration des procédés de fabrication, mais seulement au prix d'une baisse des rendements et, par conséquent, d'une hausse des prix. Malgré ces problèmes, les premiers capteurs BI ont trouvé des utilisations dans des rôles de niche où leurs meilleures performances en basse lumière étaient importantes. Les premières utilisations comprenaient des capteurs industriels, des caméras de surveillance, des caméras de microscope et des systèmes d’astronomie.
Parmi les autres avantages d’un capteur BSI, citons une réponse angulaire plus large (offrant plus de flexibilité pour la conception de l’objectif) et éventuellement des taux de lecture plus rapides. Parmi les inconvénients, citons une moins bonne uniformité de la réponse.
Les observateurs de l’industrie ont noté qu’un capteur rétroéclairé pourrait théoriquement coûter moins cher qu’une version similaire à éclairage frontal. La capacité à collecter plus de lumière signifiait qu’un réseau de capteurs de taille similaire pouvait offrir une résolution plus élevée sans la baisse des performances en basse lumière autrement associée à la course aux mégapixels (MP). Alternativement, la même résolution et la même capacité en basse lumière pourraient être offertes sur une puce plus petite, ce qui réduirait les coûts. La clé pour obtenir ces avantages serait un procédé amélioré qui résoudrait les problèmes de rendement, en grande partie en améliorant l’uniformité d’une couche active à l’avant des détecteurs.
Une étape majeure dans l’adoption des capteurs BI a été franchie lorsqu'OmniVision Technologies (en) a échantillonné ses premiers capteurs à l’aide de cette technique en 2007. Ces capteurs, cependant, n’ont pas été largement utilisés en raison de leur coût élevé. Le premier capteur BI largement utilisé était l'OmniVision OV8810, annoncé le 23 septembre 2008, et qui contenait 8 mégapixels d’une taille de 1,4 μm. L’OV8810 a été utilisé dans le HTC Droid Incredible (en) et le HTC Evo 4G (en), qui sont sortis respectivement en avril et juin 2009. En juin 2009, OmniVision a annoncé l’OV5650 de 5 MP, qui avait la meilleure sensibilité en basse lumière à 1300 mV/lux-sec et la hauteur de pile la plus basse de l'industrie avec 6 mm. Apple a choisi l’OV5650 pour l'utiliser dans l'appareil photo arrière de l'iPhone 4, qui a recueilli de bonnes critiques pour ses photos en basse lumière.
Les travaux de Sony sur de nouveaux matériaux et procédés de photodiodes lui ont permis de lancer son premier capteur CMOS rétroéclairé grand public sous le nom d'« Exmor R (en) » en août 2009. Selon Sony, le nouveau matériau offrait un niveau de signal de +8 dB et un bruit de -2 dB. Lorsqu’il est combiné à la nouvelle disposition rétroéclairée, le capteur améliore les performances en basse lumière jusqu’à deux fois. L'iPhone 4s utilisait un capteur d'image fabriqué par Sony. En 2011, Sony a implémenté son capteur Exmor R dans son smartphone phare Sony Ericsson Xperia Arc.
En janvier 2012, Sony a développé le capteur rétroéclairé avec le CMOS "empilé" ("stacked" CMOS), où le circuit de support est déplacé sous la section de pixels actifs, ce qui améliore encore de 30 % la capacité de capture de la lumière. Il a été commercialisé par Sony en août 2012 sous le nom d’Exmor RS avec des résolutions de 13 et 8 mégapixels effectifs.
En octobre 2012, GoPro a utilisé un capteur Sony IMX117 comme premier capteur BSI dans ses caméras d'action, dans la Hero3 Black.
En septembre 2014, Samsung a annoncé le premier capteur APS-C au monde à adopter la technologie des pixels BSI,. Ce capteur de 28 MP (S5KVB2) a été adopté sur son nouvel appareil photo compact, le NX1, et a été présenté avec l’appareil photo à la photokina 2014.
En juin 2015, Sony a annoncé le premier appareil photo utilisant un capteur plein format rétroéclairé, l'α7R II.
En août 2017, Nikon a annoncé que son prochain Nikon D850, un appareil photo reflex numérique plein format, serait doté d'un capteur rétroéclairé de 45,7 MP.
En septembre 2018, Fujifilm a annoncé la disponibilité du X-T3 (en), un appareil photo hybride à objectif interchangeable, doté d'un capteur Fujifilm X-Trans (en) APS-C de 26,1 MPx.
En avril 2021, Canon a annoncé que son nouveau modèle hybride R3 serait doté d’un capteur CMOS rétroéclairé et empilé plein format et d’un processeur d'image DIGIC X.
En avril 2021, Ricoh a lancé le Pentax K-3 Mark III (en) doté d’un capteur APS-C BSI de 26 mégapixels de Sony et d’un processeur d'image PRIME V.
En mai 2021, Sony a annoncé un nouveau capteur rétroéclairé et empilé pour le format Micro Four Thirds.